# فندق دبليو عمان
فندق دبليو عمان هو فندق يصل إلى ارتفاع 125 متر (410 قدم) تم إنشاؤه من قبل فنادق دبليو في منطقة العبدلي، عمان، الأردن. وهو جزء من مشروع العبدلي. تم افتتاحه في أبريل / نيسان 2018، يضم الفندق شقق فاخرة، 280 غرفة، ومطاعم، وصالة رياضية، ومنتجع صحي، وبركة سباحة.